# NGC 5997
NGC 5997 é uma galáxia  localizada na direcção da constelação de Serpens. Possui uma declinação de +08° 19' 18" e uma ascensão recta de 15 horas, 47 minutos e 27,6 segundos.
A galáxia NGC 5997 foi descoberta em 25 de Março de 1865 por Albert Marth.